# Casa de Pedra do Gambá
O sítio arqueológico da Casa de Pedra do Gambá é um conjunto de ruínas remanescentes da expedição bandeirante de Fernão Dias do início do século XVIII. O sítio localiza-se no aglomerado rural de São José das Mercês, na serra do Gambá, ao norte do município brasileiro de Entre Rios de Minas e próximo ao limite do município de Jeceaba, em Minas Gerais.
As construções do sítio arqueológico datam do século XVIII e se localizam à margem direita do córrego do Gambá, afluente do rio Brumado e subafluente do rio Paraopeba. Os primeiros habitantes de origem europeia fundaram fazendas com pastagens no local, que era originalmente encoberto por florestas da Mata Atlântica.
A Casa de Pedra do Gambá é a construção mais antiga do sítio arqueológico. A residência foi a primeira sede do sítio, construída em 1701 por sertanistas remanescentes das expedições de Fernão Dias na região do vale do rio Paraopeba.

## História
Nas últimas décadas do século XVII o bandeirante Fernão Dias partiu de São Paulo acompanhado de quarenta paulistas e duzentos índios em busca de esmeraldas, na região conhecida como Sertão dos Cataguás. Os bandeirantes percorreram os vales dos rios São Francisco, das Velhas, Jequitinhonha e Pardo.
Próximo ao rio Paraopeba, afluente do São Francisco, a expedição instalou um forte na Serra do Gambá, que era referência paisagística dos bandeirantes que passavam pelo local. Por falta de disponibilidade de ferragens, o forte, chamado Fortim dos Bandeirantes, foi construído com pedras encontradas na região, o que deixou a construção com característica peculiar, como um palácio entre as matas da região. Não há definição, no entanto, se o motivo principal da construção do forte era para proteger os bandeirantes contra possíveis ataques dos índios cataguás ou se era para fornecer alimentos para os sertanistas que passavam pela região.
Em 1713, chegam à região os portugueses Pedro Domingues e Bartolomeu Machado que fundam o arraial do Brumado, que mais tarde virou a cidade de Entre Rios de Minas.
O registro oficial mais antigo sobre a Casa de Pedra do Gambá é datado de 1912, quando Álvaro A. da Silveira, engenheiro chefe da Comissão Geográfica e Geológica de Minas Gerais descreveu como se encontrava na época, e alguns detalhes construtivos da edificação, observados durante uma visita feita ao local naquele ano:
Nota: a grafia é a original do relato

Entre Campo Alegre e Entre Rios fica, a légua e meia deste ultimo logar, o sítio denominado Gambá de Pedra, digno por certo, da visita dos que admiram cousas que o perpassar dos séculos tornou respeitáveis.

A sede do primitivo sitio foi ahi construída em 1701, e acha-se ainda em perfeito estado de conservação.
Dois seculos e pouco já passaram por essa Casa, sem lhe alterar a phisionomia e sem lhe imprimir outro sinal que não o da venerabilidade assegurada a tudo o que traz o cunho da vetusdade.
As portas e janelas, fechando as aberturas rasgadas nas paredes inteiramente de pedras, apresentam uma disposição curiosa, similhante aos gonzos das nossas porteiras communs: cada parte movel da porta ou janela termina em cada ponta do eixo giratório, em um espigão da própria madeira, encaixados ambos em cavidades cylindricas abertas nas soleiras ou peitoris e nos frechaes também de pedra inteiriça.
Não é essa disposição a simples resultante do atrazo dos constructores, pois que estes se mostravam até adeantados e experientes em outros gêneros de obras, quando dispunham de material adequado; o que esses gonzos singellos deixam bem patente é a difficuldade natural em obter ferro em tal época naquellas paragens.
Para aquelles tempos, a Casa do Gambá de Pedra era verdadeiro palácio em meio das selvas virgens da zona do Suassuhy (que significa rio dos veados), tornando-se para a época actual, uma espécie de relíquia que guarda as cinzas de dois seculos.

## Prospecção, restauro e conservação
O sítio arqueológico encontra-se na área de influência do distrito industrial  instalado pela Companhia de Desenvolvimento Econômico de Minas Gerais (CODEMIG) no município de Jeceaba, que tem como âncora a empresa Vallourec & Sumitomo, fabricante de tubos de aço. O processo de licenciamento ambiental do distrito obriga a CODEMIG a desenvolver medidas de conservação do sítio arqueológico.
Como medidas condicionantes à licença de instalação do distrito industrial, entre outras, a CODEMIG necessitava realizar um levantamento histórico arqueológico do sítio, além da elaboração do projeto de delimitação, bem como propor a gestão das ruínas e seu entorno, por meio de unidade de conservação.
Em julho de 2017, a CODEMIG concluiu o estudo arqueológico, em parceria com o Instituto de Memória e Patrimônio e a empresa Detzel Consultores Associados. O projeto, em todas as fases, foi analisado e aprovado pelo Instituto do Patrimônio Histórico e Artístico Nacional (Iphan). Contou com a participação de historiadores, geógrafos, arquitetos, engenheiros e técnicos em geoprocessamento e envolveu a limpeza, delimitação e sinalização do sítio arqueológico, escoramentos e estabilização de estruturas, além da prospecção arqueológica. Também se preocupou com a educação sobre a importância da preservação do patrimônio histórico, promovendo palestras e entrega de material educativo aos alunos das escolas públicas existentes no entorno do sítio.
O projeto, que recebeu o nome de "Projeto de Levantamento Arqueológico Prospectivo e Programa de Educação Patrimonial para o Sítio Histórico Casa de Pedra do Gambá", teve suas atividades iniciadas em 19 de novembro de 2014, com uma visita de reconhecimento da área e coleta de informações para a elaboração do cronograma de trabalho e dar início à execução. O levantamento arqueológico foi realizado de outubro de 2015 a janeiro de 2016. Todo o levantamento a execução foram amplamente registrados em relatório e imagens.
Depois da construção de uma cerca de 1,80 metros de altura delimitando todo o sítio, foi iniciada uma limpeza do terreno, das estruturas de pedra e da área interna da edificação, removendo vegetação e detritos sólidos que se acumularam. Para eliminar a vegetação em meio às estruturas e no alto das paredes, utilizou-se herbicida, e em seguida a remoção manual da vegetação. Na remoção ou corte destas ervas, fragilizadas pelo herbicida, evitou-se que a extração das raízes removesse partes da argamassa das estruturas. Foi observado também um importante desgaste das estruturas, causado por cupins, tendo sido utilizada a pulverização de inseticida para eliminar os focos. No entanto, a extensão dos danos causados pelos insetos foram de difícil avaliação, já que ao longo do tempo, haviam percorrido a argamassa no entremeio das paredes. Toda a estrutura foi submetida a uma minuciosa limpeza manual, com escovas, para remover fungos, musgo e líquen. Em algumas paredes e fragmentos que apresentavam rachaduras e inclinação, foi necessário realizar escoramentos com madeira tratada contra ataques de insetos e fungos, e equipados com dispositivos para evitar a dilatação e rachaduras.
As fendas que mais comprometiam a estabilidade das estruturas foram preenchidas com argamassa. As estruturas foram estabilizadas, e foram reconstituídos os elementos importantes que haviam desmoronado ou estavam em iminência de ruírem. A equipe técnica preocupou-se em buscar profissionais da região que conheciam o ofício da construção com pedras e massas à base de argila. O uso de argamassa industrializada foi descartado, optando-se pelo uso de um composto de argila existente na região, proveniente de jazidas de extração próximas, com adição de areia média, cal hidratada e pigmento vermelho. Observou-se que anteriormente já haviam  sido realizadas algumas intervenções isoladas nas ruínas, com a utilização de argamassa de cor amarelada, apenas com argila aplicada como rejunte. Para a contenção de eventuais movimentos futuros de duas grandes paredes, foram instalados vários cabos de aço no interior do chamado "setor A" no projeto. Em alguns muros, a construção havia sido do tipo "alvenaria de pedra seca", quando não se utiliza argamassa, sendo estes casos de extrema vulnerabilidade. Nestes casos optou-se por um procedimento preventivo de revestimento com tela galvanizada, com a contenção feita  através do envoltório, evitando assim a rolagem de mais pedras. Foram fixadas estacas no solo, interligando-se a elas finos vergalhões, como que a "costurar" as bordas da tela, em um processo manual. Foi encontrada uma pequena mureta, que não pertencia às construções originais, e que foi mantida e preservada. Era de uma antiga intervenção realizada por moradores da região que estimaram ter sido construída havia cerca de quarenta anos. Aquela intervenção havia sido apenas uma pequena apropriação do espaço, que associada à subsistência da comunidade, já que havia uma pequena plantação de café, foi considerada como tendo sido feita "por alguém com profundos vínculos e sentimento de pertencimento com o sítio".
Concluída a limpeza no entorno imediato das ruínas, foi possível encontrar uma calçada de um metro de largura por três metros de comprimento, que compunha o espaço de uso e ocupação histórica, e acabou encoberta pela vegetação. No topo de todas as paredes foram instaladas coberturas de chapa galvanizada para minimizar os impactos de águas pluviais e o consequente escoamento da argamassa original.
Como resultado da realização do projeto, foram coletados no sítio 847 fragmentos, que compunham 734 peças, todas numeradas e catalogadas. Eram dos mais diversos objetos e materiais, como cerâmicas e louças históricas (489 peças), elementos construtivos (seis peças); 
fauna (três peças), metal (110 peças), vidro (111 peças), botão (duas peças), cachimbo histórico (uma peça) e outros (doze peças).
O projeto cuidou também da confecção de placas de orientação e painéis de instruções para serem instalados na saída da cidade de Entre Rios de Minas e ao longo da rodovia de acesso às ruínas (quatro placas), de conscientização/educação patrimonial (dois painéis), além de vários painéis de avisos e orientações afixadas na cerca do entorno e na entrada do sítio.

### Conclusões do relatório final da prospecção, restauro e conservação
O relatório final publicado pela CODEMIG concluiu que apesar das tradições historicamente aceitas, não foi possível concluir cientificamente, através das prospecções de subsuperfície, tratar-se de uma construção bandeirista:
As intervenções em subsuperfície indicaram a extensa perturbação da estratigrafia, com ocorrências arqueológicas em profundidades desconexas em meio a paredes tombadas e soterradas (parcial ou integralmente), perfurações irregulares (caça ao tesouro) e remoção de elementos constitutivos dos pisos antigos.
Nesse contexto desarmônico, o testemunho da cultura material, através de materiais de referência para datação como a louça, não habilitou para o estabelecimento da cronologia e seus processos diacrônicos de ocupação. Logo, a afirmação recorrente de tratar-se de uma construção Bandeirista não foi confirmada pelas prospecções de subsuperfície.
A temporalidade dos materiais arqueológicos resgatados indica o período compreendido entre os séculos XVIII e XX, enquanto as avaliações da arquitetura dos remanescentes indicam o século XVII. Então, não foi identificado qualquer elemento de cultura material pré-colonial a despeito dos registros da ocupação Cataguá na região.